# 叶曲
叶曲，是中国长江流域的一条河流，汇入通天河右岸，属于长江源水系。河长156千米，流域面积2571平方千米，年均流量21立方米每秒。自然落差1052米。水能理论蕴藏量10万千瓦。